# ウドーミアンチェイ州
ウドーミアンチェイ州（ウドーミアンチェイしゅう、クメール語: ខេត្តឧត្ដរមានជ័យ）はカンボジアの州の一つ。カンボジア北西部にあり、州都はサムロン。
日本では、オッダーミエンチェイ州として報道されることがある。

## 概要
ウドーミアンチェイ州では、2.6%の家庭にしか電気が供給されていない。
2025年7月24日、国境付近の寺院をめぐりカンボジア軍とタイ軍が衝突。双方で死傷者が出たほか、カンボジア側の住民約4000人が避難した。

## 行政区分
ウドーミアンチェイ州は5つの郡で構成されている。
- 2201 アンロンベン郡（英語版）（ស្រុកអន្លង់វែង、Anlong Veng District）
- 2202 Banteay Ampil 郡（英語版）（បន្ទាយអំពិល、Banteay Ampil District）
- 2203 Chong Kal 郡（英語版）（ចុងកាល、Chong Kal District）
- 2204 サムロン郡（英語版）（សំរោង、Samraong District）
- 2205 Trapeang Prasat 郡（英語版）（ត្រពាំងប្រាសាទ、Trapeang Prasat District）